# Casamento de Francisco José I da Áustria e Isabel da Baviera

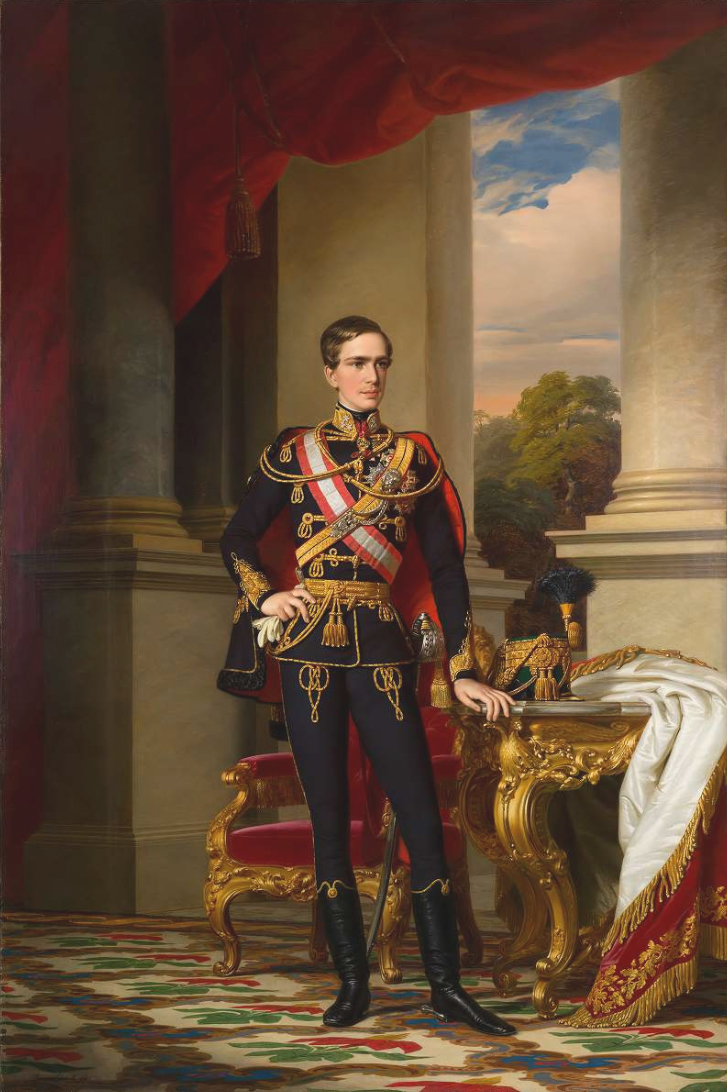
Imperador Francisco José, por Miklós Barabás(1853), no Museu Nacional da Hungria, Budapeste

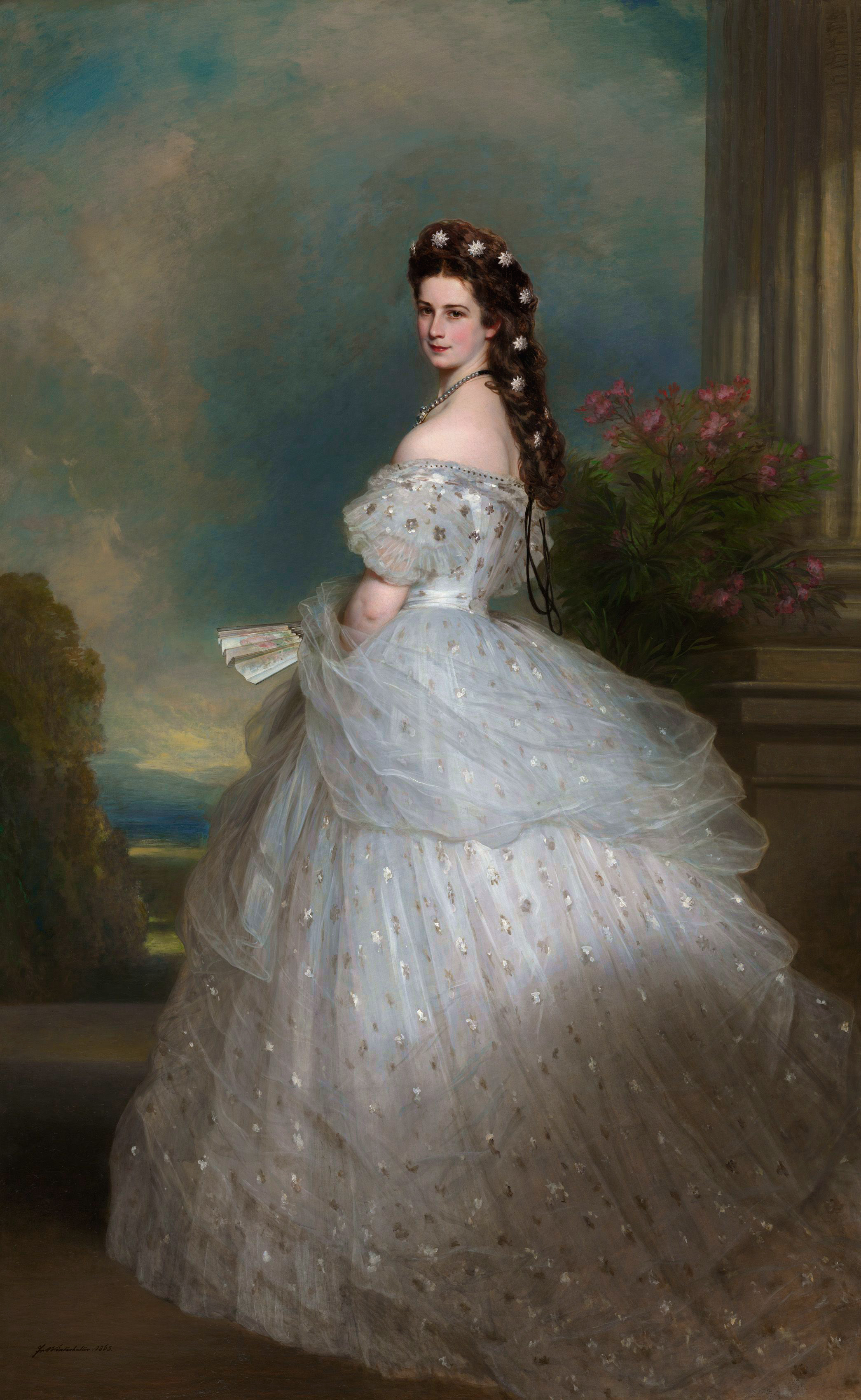
Isabel da Baviera, mais conhecida por Sissi

O casamento de Francisco José I da Áustria e Isabel da Baviera foi um casamento imperial realizado na Áustria. O casamento realizou-se no dia 24 de abril de 1854, na Igreja de Santo Agostinho, em Viena e é considerado o maior acontecimento social do século XIX.

## Antecedentes e noivado
Em agosto de 1853, a tia materna de Sissi, a arquiduquesa Sofia, esposa do segundo filho do imperador Francisco I da Áustria, convidou a irmã, Ludovica, a visitá-la em companhia da sua filha Helena, a irmã mais velha de Sissi. O objetivo da arquiduquesa com esse encontro, ocorrido numa estância de Verão em Ichl, era casar o filho, o imperador Francisco José I, com a prima, de dezessete anos. Contudo, Elisabeth, de quinze anos, foi também ao encontro e acabou conquistando o imperador. Até hoje, acredita-se que foi amor à primeira vista. Pouco tempo depois, foi anunciado o noivado do imperador com Isabel.

## Cerimônia religiosa
No dia 24 de abril de 1854, na Igreja de Santo Agostinho, em Viena, Sissi, com dezesseis anos e Francisco José, então com quase vinte e quatro anos, casaram-se.
Segundo um cronista da época, a cerimônia dirigida pelo arcebispo de Viena foi de luxo insuperável, unido à riqueza e à pompa imperial. Os convidados pareciam nadar num mar de pedras preciosas. A festa no palácio imperial de Viena durou uma semana, contando com a presença de toda a realeza europeia.

## Extensa lista de convidados
Por ser o maior acontecimento social do século XIX, todas as famílias reais compareceram [carece de fontes?]; com destaque na família dos noivos, que compareceram em peso à cerimônia.

### Família imperial austríaca
- Francisco Carlos e Sofia da Áustria (pais do noivo e tios da noiva)
  - Maximiliano da Áustria (irmão do noivo)
  - Carlos Luís da Áustria (irmão do noivo)
  - Luís Vítor da Áustria (irmão do noivo)
- Carolina Augusta, Imperatriz Viúva da Áustria (madrasta do pai do noivo e tia da noiva)
  - Fernando I e Maria Ana da Áustria (tios do noivo)
  - Maria Clementina, Princesa Viúva de Salerno (tia do noivo)
  - Maria Ana da Áustria (tia do noivo)
- Família de Carlos, Duque de Teschen (tio avô do noivo):
  - Alberto Frederico, Duque de Teschen e Hildegarda, Duquesa de Teschen
    - Maria Teresa de Áustria
    - Matilde de Áustria

  - Carlos Fernando e Isabel Francisca de Áustria
  - Guilherme Francisco da Áustria
- Maria Doroteia da Áustria (tia-avó do noivo)
  - José Carlos da Áustria
- João da Áustria (tio-avô do noivo)
- Isabel da Áustria (tio-avó do noivo)
  - Leopoldo Luís da Áustria
  - Ernesto Carlos da Áustria
  - Sigismundo Leopoldo da Áustria
  - Ricardo Fernando e Maria Carolina da Áustria
  - Henrique Antônio da Áustria
- Luís da Áustria (tio-avô do noivo)

### Família real bávara
- Maximiliano e Luísa Guilhermina na Baviera (pais da noiva e tios do noivo)
  - Luís Guilherme na Baviera (irmão da noiva)
  - Helena na Baviera (irmã da noiva)
  - Carlos Teodoro na Baviera (irmão da noiva)
  - Maximiliano Emanuel na Baviera (irmão da noiva)
- Luís I e Teresa da Baviera (tios maternos da noiva)
  - Maximiliano II e Maria da Baviera
    - Luís, Príncipe Herdeiro da Baviera
    - Oto da Baviera

  - Leopoldo e Augusta da Baviera
    - Luís da Baviera
    - Leopoldo Maximiliano da Baviera

  - Alexandra da Baviera
  - Adalberto da Baviera
- Carlos Teodoro da Baviera (tio materno da noiva)

### Realeza reinante
Saxônia:
- Frederico Augusto II e Maria Ana da Saxônia (o rei era tio do noivo, e a rainha era tia do noivo e da noiva)
- João e Amélia Augusta da Saxônia (a princesa era tia do noivo e da noiva)
  - Alberto e Carola da Saxônia

Prússia:
- Frederico Guilherme IV e Isabel Luísa da Prússia (a rainha era tia do noivo e da noiva)
- Guilherme e Augusta da Prússia
- Alberto e Mariana da Prússia

Países Baixos:
- Ana Pavlovna, Rainha Viúva dos Países Baixos
  - Guilherme III e Sofia dos Países Baixos
- Frederico e Luísa dos Países Baixos

Reino Unido:
- Vitória I e Alberto, Príncipe Consorte do Reino Unido
- Augusta, Duquesa Viúva de Cambridge
  - Jorge, Duque de Cambridge
  - Maria Adelaide de Cambridge

Grécia:
- Oto I e Amália da Grécia (o rei era primo da noiva e do noivo)

Dinamarca:
- Carolina Amália, Rainha Viúva da Dinamarca
  - Frederico VII da Dinamarca

Suécia e Noruega:
- Désirée, Rainha Viúva da Suécia e Noruega
  - Óscar I e Josefina da Suécia e Noruega (a rainha era prima da noiva e do noivo)
    - Óscar, Duque de Östergötland

Espanha:
- Maria Cristina, Rainha Mãe de Espanha
  - Isabel II de Espanha e Francisco, Duque de Cádiz
- Carlos, Conde de Molina e D. Maria Teresa, Condessa de Molina

Portugal:
- D. Fernando II de Portugal e Algarves
  - D. Pedro V de Portugal e Algarves
  - D. Luís, Duque do Porto

Sardenha:
- Maria Teresa, Rainha Viúva da Sardenha
  - Vítor Emanuel II e Adelaide da Sardenha (a rainha era prima do noivo)
  - Fernando, Duque de Gênova e Maria Isabel, Duquesa de Gênova (a duquesa era prima do noivo e da noiva)

Bélgica:
- Leopoldo I dos Belgas
  - Leopoldo, Duque de Brabante e Maria Henriqueta, Duquesa de Brabante (a duquesa era prima do noivo)
  - Filipe, Conde de Flandres
  - Carlota da Bélgica

Hanôver:
- Jorge V e Maria de Hanôver

Württemberg:
- Guilherme I e Paulina Teresa de Württemberg
  - Carlos, Príncipe Herdeiro de Württemberg e Olga Nikolaevna, Princesa Herdeira de Württemberg

Siam: 
- Mongkut e Debsirindra do Siam

França:
- Napoleão III e Eugénia dos Franceses

Brasil:
- D. Amélia, Imperatriz Viúva do Brasil (a imperatriz viúva era prima da noiva e do noivo)
  - D. Pedro II (primo do noivo) e D. Teresa Cristina do Brasil

Japão:
- Eishō do Japão

Rússia:
- Nicolau I e Alexandra Feodorovna de Todas as Rússias

Toscana:
- Maria Fernanda, Grã-Duquesa Viúva da Toscana (a grã-duquesa viúva era tia-avó do noivo)
  - Leopoldo II, Grão-Duque da Toscana a Maria Antónia, Grã-Duquesa da Toscana (o grão-duque era primo do noivo)

Hesse:
- Luís III, Grão-Duque de Hesse e do Reno e Matilde Carolina, Grã-Duquesa de Hesse e do Reno (a grã-duquesa era prima do noivo e da noiva)

Oldemburgo:
- Pedro II, Grão-Duque de Oldemburgo e Isabel, Grã-Duquesa de Oldemburgo

Saxe-Weimar-Eisenach:
- Maria Pavlovna, Grã-Duquesa Viúva de Saxe-Weimar-Eisenach
  - Carlos Alexandre, Grão-Duque de Saxe-Weimar-Eisenach e Sofia, Grã-Duquesa de Saxe-Weimar-Eisenach

Mecklemburg-Strelitz:
- Jorge I, Grão-Duque de Mecklemburg-Strelitz e Maria, Grã-Duquesa de Mecklemburgo-Strelitz

Mecklemburg-Schwerin:
- Frederico Francisco II, Grão-Duque de Mecklemburg-Schwerin e Augusta, Grã-Duquqesa de Mecklemburgo-Schwerin

Baden:
- Luís II, Grão-Duque de Baden
- Frederico de Baden

Saxe-Coburgo-Gota:
- Maria, Duquesa Viúva de Saxe-Coburgo-Gota
  - Ernesto II, Duque de Saxe-Coburgo-Gota e Alexandrina, Duquesa de Saxe-Coburgo-Gota

Saxe-Meiningen:
- Bernardo II, Duque de Saxe-Meiningen e Maria Frederica, Duquesa de Saxe-Meiningen

Saxe-Altemburgo:
- José, Duque de Saxe-Altemburgo e Amélia, Duquesa de Saxe-Altemburgo

Mônaco:
- Florestan I, Príncipe de Mônaco e Maria Caroline, Princesa de Mônaco

Liechtenstein:
- Aloísio II, Príncipe de Liechtenstein e Fransisca, Princesa de Liechtenstein

Hohenlohe-Langenburg:
- Ernesto I, Príncipe de Hohenlohe-Langenburg e Feodora, Princesa de Hohenlohe-Langenburg

Leiningen:
- Carlos, Príncipe de Leiningen e Maria, Princesa de Leiningen

### Realeza Não-Reinante
França:
- Maria Amélia, Rainha Viúva dos Franceses
  - Helena, Duquesa Viúva de Orléans
  - Luís, Duque de Némours e Vitória, Duquesa de Némours
  - Francisco, Príncipe de Joinville e D. Francisca, Princesa de Joinville
  - Henrique, Duque de Aumale e Maria Carolina, Duquesa de Aumale (a duquesa era prima do noivo)
  - António, Duque de Montpensier e Luísa Fernanda, Duquesa de Montpensier